# Audoin
Audoin (?–565?) byl v 6. století král Langobardů. Byl foederatem východořímské říše a spojenec císaře Justiniána I. Za jeho vlády kmen Langobardů osídlil území Panonie v povodí Dunaje v dnešním Maďarsku. Vlády se ujal po smrti dospívajícího Walthariho, jehož byl regentem. Walthari zemřel za nejasných okolností, pravděpodobně ho zabil sám Audoin, aby získal trůn, ale současník Walthara, byzantský historik Prokopios z Kaisareie uvádí, že Walthari zemřel na nemoc. Audoin vládl v letech 546 až 565.

## Životopis
Z Audoinova dětství a mládí se nedochovaly žádné informace. Jeho matkou byla Menia, vdova po durynském králi Bisinovi. Audoin se narodil v jejím druhém manželství. Z pramenů jméno jeho otce není zřejmé. Z prvního manželství jeho matky měl nevlastní sestru Radegundu, která se později stala první manželkou krále Wacha. Audoin byl ženatý celkem dvakrát. Jeho první ženou byla Rodelinda, s níž měl syna Alboina. Codex Theodosianus zaznamenává, že dcera Amalabergy a durynského krále Herminafrieda, která byla neteří Theodoricha Velikého se stala Audoinovou až druhou ženou.
Po smrti Walthara se Audoin prohlásil králem, proti tomu povstal Hildigis, syn krále Tata z předchozí vládnoucí dynastie, který žil v exilu u kmene Gepidů, ale jeho pokus o ovládnutí trůnu Audoin ustál a Hildigis musel zůstat v exilu.
Pro císaře Justiniána I. byl Audoin důležitým germánským spojencem a proto Langobardům povolil přejít v roce 547 z Vídeňské pánve po toku Dunaje do Panonie do oblasti dnešního Maďarska do sousedství kmene Gepidů, což vyvolávalo konflikty mezi oběma kmeny. O příchodu Langobardů do Panonie se píše v kronice Langobardů Origo Gentis Langobardorum Et post waltari regnavit auduin; ipse adduxit langobardos in Pannonia. Et regnavit albuin, filius ipsius, post eum,... Nakonec bylo mezi Langobardy a Thurisindem, králem Gepidů za pomoci Římanů dohodnuto příměří, které trvalo jen do roku 554, kdy opět došlo k nesvárům, které vyvrcholily v bitvě u Asfeldu, kde Langobardi porazili Gepidy. Alboin v bitvě zabil následníka gepidského trůnu Turismoda. Císař Justinián nakonec znovu dojednal příměří mezi oběma kmeny.
Aby Audoin urovnal vztahy se znepřáteleným kmenem Franků, tak svého syna Alboina provdal za dceru Chlothara I. Chlotsuindu. Po jeho smrti se králem Langobardů stal jeho syn Alboin.